# Йордан Върбанов (футболист)
Вижте пояснителната страница за други личности с името Йордан Върбанов.
Йордан Генчев Върбанов е бивш български футболист, защитник. Двукратен шампион на България с отбора на ПФК ЦСКА (София).

## Кариера
Роден е на 15 февруари 1980 г. в Казанлък.
Играл е за Розова долина, Слънчев бряг, Искър (Герман), ЦСКА, Спартак (Варна), Локомотив (София), китайските елитни тимове на Хангжоу Грийнтаун и Анхуи Жуифанг, както и на ФК Витоша (Бистрица), където приключва със своята активна състезателна кариера през 2018 година.
Шампион на България през 2003 и 2005 с ЦСКА, вицешампион през 2001, бронзов медалист през 2002 и 2004, финалист за купата на страната през 2002, 2004 и 2005 г. В евротурнирите е изиграл 12 мача (2 за ЦСКА в КЕШ, 5 за ЦСКА и 5 за Локомотив (Сф) в турнира за купата на УЕФА). Има 1 мач за националния отбор и 16 мача за младежкия национален отбор.